# Zsitnik Béla (evezős, 1924)
id. Zsitnik Béla (Győr, 1924. december 17. – Budapest, 2019. január 12.) olimpiai bronzérmes magyar evezős, edző, sportvezető.

## Életpályája
Három olimpián is indult. Először az 1948. évi nyári olimpiai játékokon Londonban. Kormányos kettes evezésben bronzérmes lett. Csapattársa Szendey Antal és Zimonyi Róbert voltak. A következő olimpiája az 1952. évi nyári olimpiai játékok volt Helsinkiben és nyolcas evezésben indult. Csapattársai Sándor István, Kovács Csaba, Zágon Miklós, Nádas Tibor, Riheczky Rezső, Bakos Pál, Marton László és Zimonyi Róbert voltak. Az elődöntőben estek ki. Utolsó olimpiája az 1960. évi nyári olimpiai játékok volt Rómában. kormányos nélküli négyes evezésben versenyzett. Csapattársai Kiss Lajos, Sarlós György és Sátori József voltak. Az első körben kiestek.
Fia, Zsitnik Béla szintén evezős volt és olimpikon.
Klubcsapatai a Budapesti Vörös Meteor Sportegyesület és Ferencvárosi TC voltak.
2019. január 29-én kísérték utolsó útjára a budapesti Farkasréti temetőben.

## Díjai
- Kemény Ferenc-díj (1993)
- Magyar Köztársasági Arany Érdemkereszt (2008)